# Ferrari F2003-GA
Der Ferrari F2003-GA war der 36. Formel-1-Rennwagen der Scuderia Ferrari, der während der Formel-1-Weltmeisterschaft 2003 eingesetzt wurde.

## Benennung
In den Vorjahren erhielten die Formel-1-Rennwagen der Scuderia Ferrari als Bezeichnung gelegentlich ein F, gefolgt von der Jahreszahl der Saison, in welcher der Rennwagen eingesetzt wurde (Ferrari F2001, Ferrari F2002). Auch der Einsatzwagen des Jahres 2003 folgte dieser Namensgebung, erhielt zudem ein GA als Zusatz, zu Ehren des am 24. Januar 2003 verstorbenen Giovanni Agnelli, der jahrzehntelang den Automobilhersteller FIAT leitete, zu dem auch Ferrari gehört.

## Lackierung und Sponsoren
Wie üblich war der F2003-GA in Rosso Corsa lackiert. Hauptsponsor war der Tabakkonzern Philip Morris International, der mit seiner Marke Marlboro auf der Motorenabdeckung und dem Heckflügel warb. In Ländern mit einem Verbot von Tabakwerbung blieben diese Flächen weiß. Weiterhin warb der Telekommunikationsanbieter Vodafone auf der Fahrzeugnase, dem Frontflügel sowie den Seitenkästen. Ein kleinerer Sponsor war AMD mit Flächen auf den Seiten des Heckflügels. Daneben warben die Ausrüster bzw. Zulieferer Shell, Bridgestone, Magneti Marelli, Brembo, Mahle und SKF sowie der Ferrari-Mutterkonzern Fiat SpA mit kleineren Aufklebern.

## Fahrer
Wie in der letzten Saison waren Michael Schumacher und Rubens Barrichello die Stammfahrer. Der langjährige Test- und Ersatzfahrer Luca Badoer wurde durch Felipe Massa ergänzt, der von Sauber zur Scuderia wechselte.

## Technik und Erfolge
Der F2003-GA wurde wie sein Vorgänger von Rory Byrne und Ross Brawn konstruiert und entwickelt. Das Auto war eine Weiterentwicklung des Vorjahreswagens, der in 15 von 17 WM-Läufen siegreich war. Im Vergleich zum F2002 wurde der Radstand verlängert, zudem wurden der Motor und das Getriebe leicht überarbeitet.
Das Auto wurde nicht zu Beginn der Saison 2003 eingesetzt, da es nicht vollkommen fertig entwickelt worden war. Der Vorgängerwagen F2002 wurde für wettbewerbsfähig genug gehalten, um den Anfang der Saison 2003 zu bestreiten. Der Saisonstart war für Ferrari schwieriger als in den Jahren davor; der erste Sieg gelang erst im vierten WM-Lauf in San Marino. Es war zugleich der letzte Einsatz des F2002. Für den nachfolgenden Grands Prix in Spanien wurde der F2003-GA erstmals eingesetzt und gewann sogleich das Rennen. Der weitere Saisonverlauf gestaltete sich für die Scuderia schwieriger als in den Vorjahren, in denen Ferrari die Konkurrenz zum Teil nach Belieben dominierte. Das lag vor allem an den bei heißen Temperaturen überlegenen Michelin-Reifen, welche die Konkurrenz um BMW-Williams und Mclaren-Mercedes nutzten. Erst mit dem Ende der Saison holte Ferrari mit einem neuen Bridgestone-Reifen wieder auf. In der Fahrerweltmeisterschaft hielt vor allem Kimi Räikkönen den Verlauf lange spannend. Michael Schumacher konnte seinen Titel erst mit dem letzten WM-Lauf in Japan erfolgreich verteidigen.

## Ergebnisse
| Fahrer                          | Nr.                             | 1 | 2 | 3 | 4 | 5 | 6 | 7 | 8 | 9 | 10 | 11 | 12  | 13  | 14 | 15  | 16 | Punkte | Rang |
| ------------------------------- | ------------------------------- | - | - | - | - | - | - | - | - | - | -- | -- | --- | --- | -- | --- | -- | ------ | ---- |
| Formel-1-Weltmeisterschaft 2003 | Formel-1-Weltmeisterschaft 2003 |   |   |   |   |   |   |   |   |   |    |    |     |     |    |     |    | 158    | 1.   |
| M. Schumacher                   | 1                               |   |   |   |   | 1 | 1 | 3 | 1 | 5 | 3  | 4  | 7   | 8   | 1  | 1   | 8  | 158    | 1.   |
| R. Barrichello                  | 2                               |   |   |   |   | 3 | 3 | 8 | 5 | 3 | 7  | 1  | DNF | DNF | 3  | DNF | 1  | 158    | 1.   |

| Legende  | Legende            | Legende                                                          |
| Farbe    | Abkürzung          | Bedeutung                                                        |
| -------- | ------------------ | ---------------------------------------------------------------- |
| Gold     | –                  | Sieg                                                             |
| Silber   | –                  | 2. Platz                                                         |
| Bronze   | –                  | 3. Platz                                                         |
| Grün     | –                  | Platzierung in den Punkten                                       |
| Blau     | –                  | Klassifiziert außerhalb der Punkteränge                          |
| Violett  | DNF                | Rennen nicht beendet (did not finish)                            |
| Violett  | NC                 | nicht klassifiziert (not classified)                             |
| Rot      | DNQ                | nicht qualifiziert (did not qualify)                             |
| Rot      | DNPQ               | in Vorqualifikation gescheitert (did not pre-qualify)            |
| Schwarz  | DSQ                | disqualifiziert (disqualified)                                   |
| Weiß     | DNS                | nicht am Start (did not start)                                   |
| Weiß     | WD                 | zurückgezogen (withdrawn)                                        |
| Hellblau | PO                 | nur am Training teilgenommen (practiced only)                    |
| Hellblau | TD                 | Freitags-Testfahrer (test driver)                                |
| ohne     | DNP                | nicht am Training teilgenommen (did not practice)                |
| ohne     | INJ                | verletzt oder krank (injured)                                    |
| ohne     | EX                 | ausgeschlossen (excluded)                                        |
| ohne     | DNA                | nicht erschienen (did not arrive)                                |
| ohne     | C                  | Rennen abgesagt (cancelled)                                      |
| ohne     | keine WM-Teilnahme |                                                                  |
| sonstige | P/fett             | Pole-Position                                                    |
| sonstige | 1/2/3/4/5/6/7/8    | Punktplatzierung im Sprint-/Qualifikationsrennen                 |
| sonstige | SR/kursiv          | Schnellste Rennrunde                                             |
| sonstige | *                  | nicht im Ziel, aufgrund der zurückgelegten Distanz aber gewertet |
| sonstige | ()                 | Streichresultate                                                 |
| sonstige | unterstrichen      | Führender in der Gesamtwertung                                   |

1 Von den 158 insgesamt in dieser Saison erzielten Punkten wurden mit dem F2002 32 Punkte erzielt. Die restlichen 126 Punkte wurden mit dem F2003-GA eingefahren.

## Sonstiges
Am 9. November 2022 wurde bei Sotheby’s in Genf der Ferrari 2003-GA (Chassisnummer 229) von Michael Schumacher versteigert. Der Schätzpreis betrug 7,5 bis 9,5 Millionen Schweizer Franken. Erzielt wurde ein Preis von 14,69 Millionen Franken (entsprechend 14,85 Millionen Euro).

## Galerie

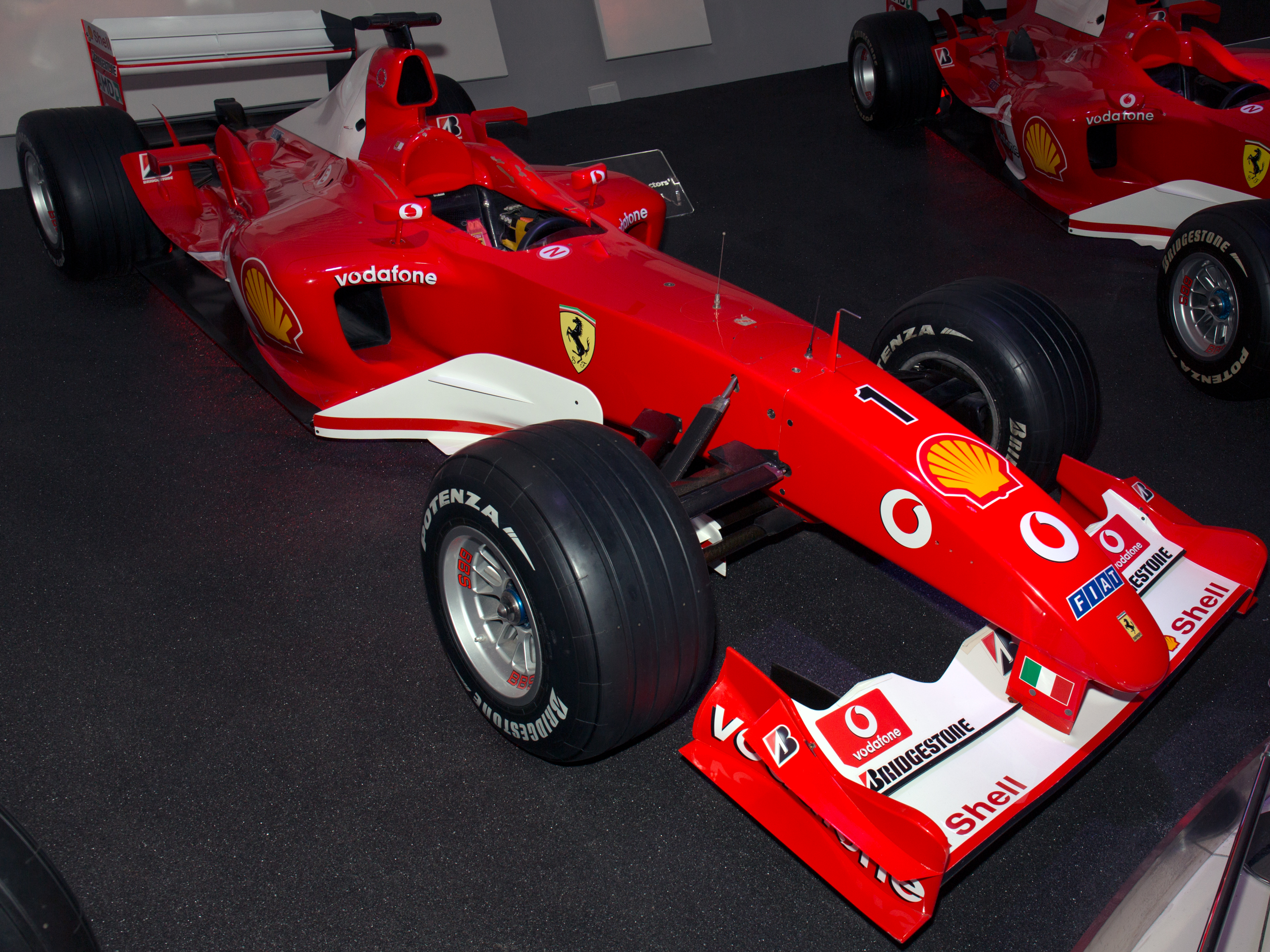
Ferrari F2003-GA (Museo Ferrari, Maranello)
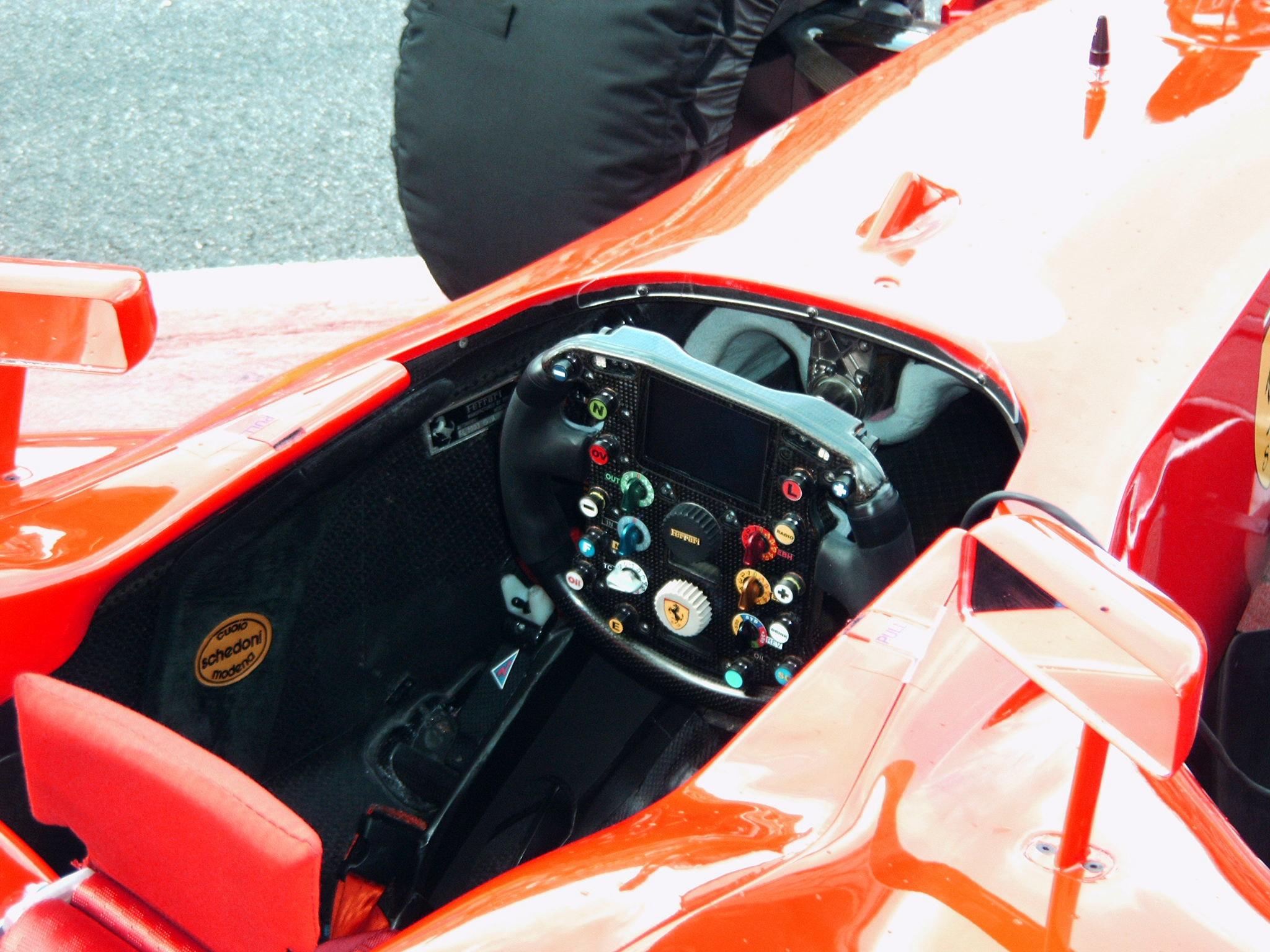
Cockpit des Ferrari F2003-GA
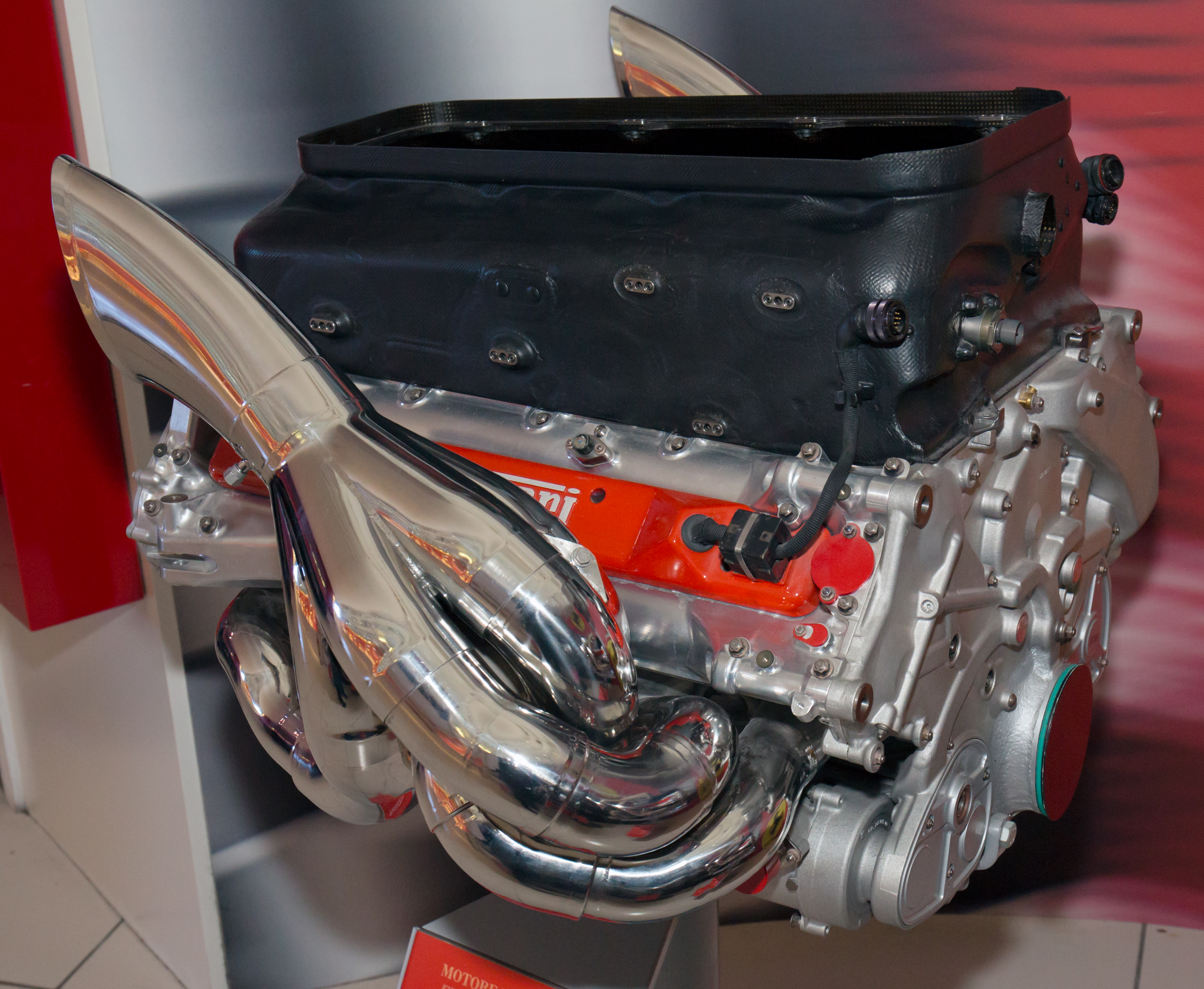
Motor (Ferrari Tipo 052) des Ferrari F2003-GA